# Eravattur
Eravattur es una ciudad censal situada en el distrito de Kozhikode en el estado de Kerala (India). Su población es de 17016 habitantes (2011). Se encuentra a 33 km de Kozhikode.

## Demografía
Según el censo de 2011 la población de Eravattur era de 17016 habitantes, de los cuales 17918 eran hombres y 20327 eran mujeres. Eravattur tiene una tasa media de alfabetización del 94,57%, superior a la media estatal del 94%: la alfabetización masculina es del 97,44%, y la alfabetización femenina del 91,90%.